# Rabor (Verwaltungsbezirk)

Lage des Verwaltungsbezirks Rabor in der Provinz Kerman

Lage der Provinz Kerman in Iran

Rabor (persisch شهرستان رابر) ist ein Schahrestan (Verwaltungsbezirk) in der iranischen Provinz Kerman. 2006 lebten darin 33.718 Einwohner in 7.664 Familien. Seine Hauptstadt ist Rabor. Daneben gibt es noch eine zweite Stadt, Hanza. Bis zum Jahr 2009 gehörte Rabor zum Verwaltungsbezirk Baft.